# 윌 스미스 (포수)
윌리엄 딜스 스미스(영어: William Dills Smith, 1995년 3월 28일 ~ )는 미국의 야구 선수로, 메이저 리그에 소속되어 있는 로스앤젤레스 다저스의 포수이다.